# Langanes
La Langanes, toponyme islandais signifiant littéralement en français « la longue péninsule », est une péninsule d'Islande située dans le Nord-Est du pays. Son extrémité, le cap de Fontur, marque la limite entre le Þistilfjörður à l'ouest faisant partie de l'océan Arctique de la Bakkaflói au sud-est faisant partie de l'océan Atlantique. Sa seule localité est le village de Þórshöfn situé à la base de la péninsule.